# Stopa deskowa
Stopa deskowa (ang. board-foot, skr. FBM) – miara objętości (pojemności) drewna stosowana w Stanach Zjednoczonych i Kanadzie.
Stopa deskowa jest objętością równą:
- 1 ft × 1 ft × 1 in (stopa × stopa × cal)
- 2,360 litrów
- 0,002360 metrów sześciennych